# آشچی‌بکیرلی (پوزانتی)
آشچی‌بکیرلی (به ترکی استانبولی: Aşçıbekirli) یک منطقهٔ مسکونی در ترکیه است که در پوزانتی واقع شده‌است.